# 3612 Peale
3612 Peale је астероид главног астероидног појаса чија средња удаљеност од Сунца износи 2,439 астрономских јединица (АЈ).
Апсолутна магнитуда астероида је 13,8.